# Dantona
Dantona là một chi bướm đêm thuộc họ Noctuidae.